# Yy (dwuznak)
Yy – dwuznak składający się z dwóch liter Y. Występuje w języku fińskim. Oznacza dźwięk niemieckiego ü wymawianego w iloczasie. W międzynarodowej transkrypcji fonetycznej IPA oznaczany symbolem [yː]. Brak jednak polskiego fonetycznego odpowiednika dla tego używanego przez nich dwuznaku.